# Профиль Наварро — Френка — Уайта
Профиль Наварро — Френка — Уайта — аналитическая модель пространственного распределения плотности гало тёмной материи. Вид профиля является аппроксимацией данных, полученных в результате численного моделирования эволюции Вселенной в рамках модели ΛCDM. Предложен в 1996 году и назван в честь авторов соответствующей работы — Хулио Наварро, Карлоса Френка и Саймона Уайта. Зависимость является одной из наиболее часто используемых для описания распределения массы в гало тёмной материи, несмотря на несовпадения с данными наблюдений для центральных областей галактик.

## Математическое описание
В профиле Наварро — Френка — Уайта плотность тёмной материи как функция радиуса определяется выражением
{\displaystyle \rho (r)={\frac {\rho _{0}}{{\frac {r}{R_{s}}}\left(1~+~{\frac {r}{R_{s}}}\right)^{2}}},}
где ρ0 и Rs являются параметрами, меняющимися в зависимости от свойств гало.
Полная масса в пределах некоторого радиуса Rmax равна
{\displaystyle M=\int _{0}^{R_{\max }}4\pi r^{2}\rho (r)\,dr=4\pi \rho _{0}R_{s}^{3}\left[\ln \left({\frac {R_{s}+R_{\max }}{R_{s}}}\right)-{\frac {R_{\max }}{R_{s}+R_{\max }}}\right].}
Интеграл для значения полной массы расходится, но зачастую рассматривают гало конечного размера, при этом радиусом гало считают вириальный радиус Rvir, который связан с параметром концентрации c  и масштабным параметром следующим образом:
{\displaystyle R_{\mathrm {vir} }=cR_{s}.}
Вириальным радиусом в данном случае обозначают радиус R200, то есть радиус, на котором средняя плотность внутри сферы данного радиуса будет в 200 раз превышать критическую плотность. В таком случае полная масса в гало будет равна
{\displaystyle M=\int _{0}^{R_{\mathrm {vir} }}4\pi r^{2}\rho (r)\,dr=4\pi \rho _{0}R_{s}^{3}\left[\ln(1+c)-{\frac {c}{1+c}}\right].}
Значение параметра c для Млечного Пути равно примерно 10-15, а для других гало лежит в интервале от 4 до 40.
Интеграл от квадрата плотности равен
{\displaystyle \int _{0}^{R_{\max }}4\pi r^{2}\rho (r)^{2}\,dr={\frac {4\pi }{3}}R_{s}^{3}\rho _{0}^{2}\left[1-{\frac {R_{s}^{3}}{(R_{s}+R_{\max })^{3}}}\right],}
поэтому среднее значение квадрата плотности в пределах радиуса Rmax равно
{\displaystyle \langle \rho ^{2}\rangle _{R_{\max }}={\frac {R_{s}^{3}\rho _{0}^{2}}{R_{\max }^{3}}}\left[1-{\frac {R_{s}^{3}}{(R_{s}+R_{\max })^{3}}}\right],}
что в случае вириального радиуса можно записать в виде
{\displaystyle \langle \rho ^{2}\rangle _{R_{\mathrm {vir} }}={\frac {\rho _{0}^{2}}{c^{3}}}\left[1-{\frac {1}{(1+c)^{3}}}\right]\approx {\frac {\rho _{0}^{2}}{c^{3}}},}
и среднее значение квадрата плотности в пределах радиуса Rs равно
{\displaystyle \langle \rho ^{2}\rangle _{R_{s}}={\frac {7}{8}}\rho _{0}^{2}.}

## Применения для описания гало тёмной материи
Профиль Наварро — Френка — Уайта является приближением для равновесной конфигурации тёмной материи. До наступления вириализации распределение тёмной материи отличается от профиля Наварро — Френка — Уайта, причём при моделировании наблюдается наличие структуры как в течение коллапса гало, так и после коллапса.
Наблюдательные данные по таким галактикам как Млечный Путь и M 31 скорее согласуются с моделью Наварро — Френка — Уайта. Между тем, такой вид профиля не совпадает с данными наблюдений для галактик низкой поверхностной яркости и карликовых галактик: в центральных областях наблюдается меньшее содержание тёмной материи, чем предсказывается. Это противоречие получило название проблемы сингулярного гало.
Как было показано, другие модели, в частности профиль Эйнасто, представляют профиль распределения тёмной материи не хуже, чем профиль Наварро — Френка — Уайта. Профиль Эйнасто имеет в центральной области конечный (нулевой) наклон, в отличие от имеющего бесконечную плотность профиля Наварро — Френка — Уайта. Вследствие ограниченных возможностей численного моделирования пока не известно, какая из моделей наилучшим образом описывает распределение плотности в центральных областях гало тёмной материи, поэтому этот вопрос остаётся открытым.